# Barthélemy Louis Joseph Schérer
Barthélemy Louis Joseph Schérer (18 de diciembre de 1747 - 19 de agosto de 1804), nacido en Delle, cerca de Belfort, fue un general francés durante las guerras revolucionarias francesas y en tres ocasiones dirigió ejércitos en la batalla. Schérer es uno de los nombres inscritos en el Arco de Triunfo, específicamente está en la columna 33.

## Carrera temprana
Schérer sirvió en el ejército austríaco mucho antes de la Revolución, pero desertó a Francia en 1775. En 1780 Schérer se convirtió en mayor en un regimiento de artillería estacionado en Estrasburgo. Entró al servicio holandés en 1785 como mayor en la Légion de Maillebois. En 1790 fue liberado del servicio holandés con el rango de teniente coronel.

## Revolución Francesa
Regresó a Francia en 1791 y en 1792 fue nombrado capitán del 82.º Regimiento de Infantería, sirviendo como ayudante de campo del general Jean de Prez de Crassier en la batalla de Valmy. En 1793 se desempeñó como ayudante de campo del general Alexandre de Beauharnais en el Rin. En 1794, Schérer fue ascendido al rango de general de división y comandó una división en el Ejército de Sabre y Mosa, sirviendo con distinción en la batalla de Aldenhoven. El 3 de mayo se casó con Marie Françoise Henriette Caroline Müller en una ceremonia civil en Delle en Franco Condado. El 3 de noviembre de 1794 fue nombrado comandante del Ejército de Italia antes de su traslado al mando del Ejército de los Pirineos Orientales el 3 de marzo de 1795. El 14 de junio, un ejército español de 35.000 hombres derrotó a los 25.000 hombres de Schérer en la batalla de Báscara en la provincia de Cataluña en España.
El 31 de agosto de 1795 fue enviado nuevamente a Italia para reemplazar a François Kellerman como comandante en jefe del Ejército de Italia. Como comandante del ejército de Italia, Schérer ganó la batalla de Loano (22-24 de noviembre de 1795) contra un ejército austríaco, pero no pudo aprovechar su ventaja debido a su propia precaución y al clima invernal. Fue relevado del mando de este ejército el 23 de febrero de 1796 y reemplazado por Napoleón Bonaparte. Schérer estuvo entonces desempleado durante varios meses hasta que fue nombrado inspector general de Caballería, primero del Ejército del Interior y luego del Ejército del Rin y el Mosela.

## Guerra de la Segunda Coalición
Schérer se desempeñó como Ministro de Guerra francés del 22 de julio de 1797 al 21 de febrero de 1799. Cuando estalló la Guerra de la Segunda Coalición, Schérer recibió nuevamente el mando del Ejército de Italia. Ganó un choque inicial en Pastrengo el 26 de marzo. Pero demostró ser incapaz de detener el avance ruso-austriaco. Fue derrotado por el general austríaco Paul Kray en la batalla de Magnano el 5 de abril. "Schérer entró en esta batalla sin formar una reserva y, por lo tanto, no pudo reaccionar a las crisis u oportunidades de manera efectiva". Obligado a retirarse detrás del Río Mincio, cedió el mando a Jean Moreau. Debido a su derrota en Italia, se vio obligado a comparecer ante una comisión de investigación. Después de obtener una absolución, se retiró a la vida privada en su finca de Chauny en Picardía, donde murió en 1804.